# Kálmán Esterházy

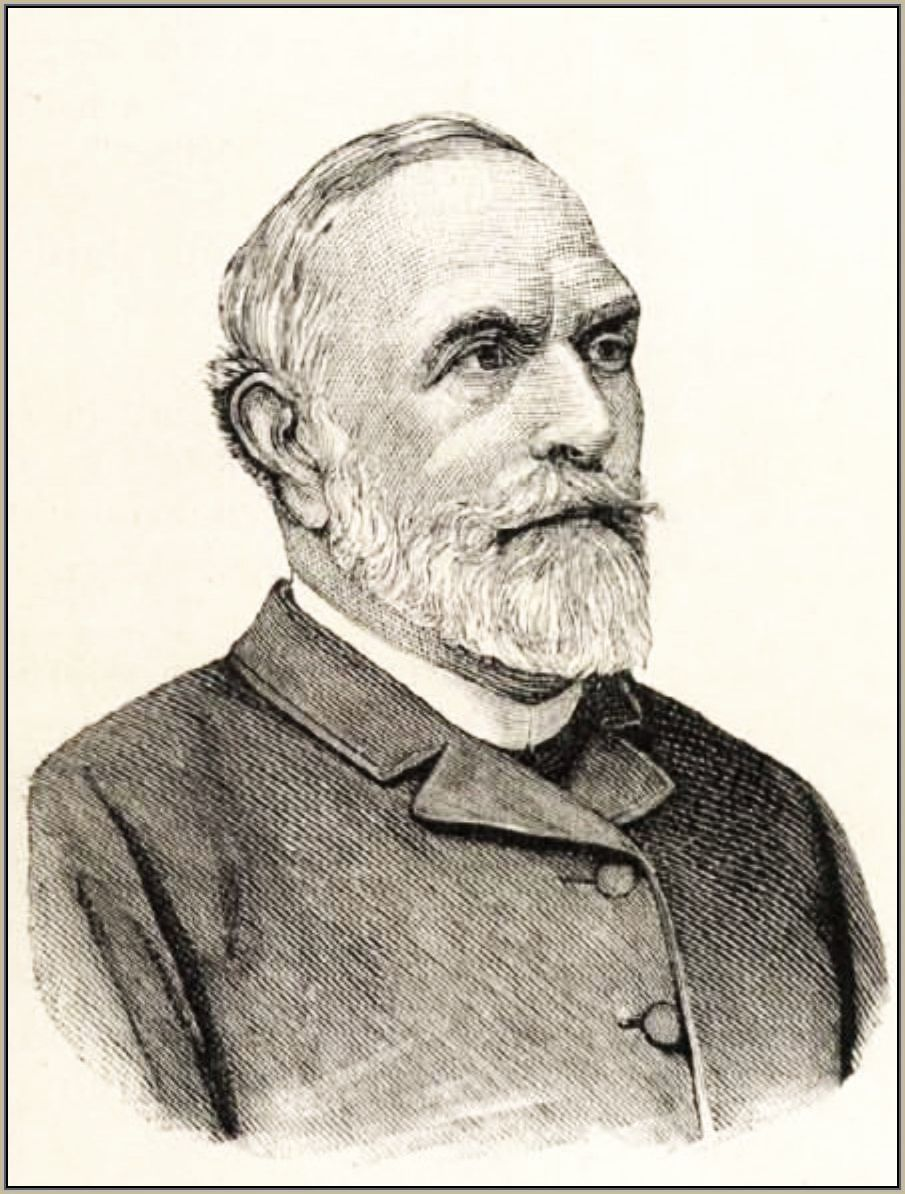
Kálmán Esterházy (1891)

Kálmán Graf Esterházy von Galántha (* 7. Juni 1830 in Nagyiklód, Komitat Doboka; † 9. Februar 1916 in Kolozsvár, Komitat Kolozs) war ein ungarischer Politiker, Obergespan und Feldwebel.

## Leben
Kálmán Esterházy entstammte einem Teil des Cseszneker Zweigs der Adelsfamilie Esterházy, der sich in Siebenbürgen niederließ. Nach Beendigung seiner Studien in Kolozsvár brach die Ungarische Revolution 1848/1849 aus und Esterházy schloss sich der Revolutionsarmee an. Er kämpfte unter Józef Bem und wurde im Januar 1849 zum Feldwebel ernannt. Bei der Schlacht von Nagyszeben am 21. Januar 1849 wurde sein rechter Arm von einer Kanonenkugel getroffen und musste amputiert werden. 
Nach Niederschlagung des Unabhängigkeitskriegs zog sich Esterházy zurück und beschäftigte sich mit der Naturwissenschaft und der Geologie. 1865 nahm er am ungarischen Landtag als Abgeordneter von Fogaras teil und war von 1867 bis 1885 Obergespan des Komitats Kolozs. Von 1875 bis 1885 war er zusätzlich auch Obergespan von Kolozsvár und anschließend bis 1887 Intendant des Nationaltheaters von Kolozsvár. Von 1887 bis 1905 war er als Mitglied der Liberalen Partei (szabadelvű párt) Reichstagsabgeordneter für den Wahlbezirk Gyalu im Komitat Kolozs. Ab 1910 war er für drei Jahre erneut Obergespan des Komitats Kolozs und von Kolozsvár und wurde anschließend zum Geheimen Rat ernannt.